# Internationale Filmfestspiele Berlin 2013

Offizielles Berlinale-Plakat 2013

Berlinale-Programm und -Kinokarten der 63. Auflage

Die 63. Internationalen Filmfestspiele Berlin (Berlinale) fanden vom 7. bis 17. Februar 2013 statt. Sie zählen gemeinsam mit Cannes und Venedig zu den bedeutendsten Filmfestivals der Welt und standen zum zwölften Mal unter der Leitung von Dieter Kosslick. Mit dem Goldenen Bären, dem Hauptpreis des Filmfestivals, wurde der rumänische Beitrag Mutter & Sohn (Englischsprachiger Festivaltitel: Child’s Pose) von Călin Peter Netzer ausgezeichnet.
In den offiziellen Sektionen, darunter der Internationale Wettbewerb, wurden ab Dezember 2012 die ersten Filmbeiträge bekannt gegeben. Das endgültige Programm mit insgesamt 404 Filmproduktionen wurde offiziell am 28. Januar 2013 präsentiert. Eröffnet wurde das Festival mit Wong Kar-Wais Martial-Arts-Film The Grandmaster, der außer Konkurrenz gezeigt wurde. Eine Neuerung 2013 war die Gründung einer Sonderreihe, die sich den filmischen Erzählungen indigener Völker auf der ganzen Welt widmen soll (NATIVe – A Journey into Indigenous Cinema). Die Retrospektive wurde um die Berlinale Classics erweitert, die aktuelle Restaurierungen von Filmklassikern bzw. restaurierte wiederentdeckte Filme vorstellt.
Als Moderatorin für die Eröffnungsgala wurde die deutsche Komikerin und Schauspielerin Anke Engelke verpflichtet. Engelke war bereits von 2003 bis 2005 und von 2010 bis 2012 Berlinale-Moderatorin gewesen. Die Berlinale-Eröffnungsgala wurde live vom Fernsehsender 3sat übertragen.
Bereits als Gewinner stand der französische Dokumentarfilmregisseur Claude Lanzmann fest, der mit dem Goldenen Ehrenbären für sein Lebenswerk ausgezeichnet wurde. Lanzmann schuf mit Warum Israel (1973), Shoah (1985) und Sobibor, 14. Oktober 1943, 16 Uhr (2001) eine hochgelobte Filmtrilogie über die Existenz Israels. Für den fast zehnstündigen Dokumentarfilm Shoah über die systematische Vernichtung der europäischen Juden durch die Nationalsozialisten wurde er unter anderem auf den Internationalen Filmfestspielen Berlin 1986 mehrfach preisgekrönt. Mit der Berlinale Kamera wurden die italienische Schauspielerin und Filmemacherin Isabella Rossellini sowie der deutsche Filmregisseur Rosa von Praunheim ausgezeichnet.

## Offizielle Sektionen

### Internationaler Wettbewerb

#### Internationale Jury

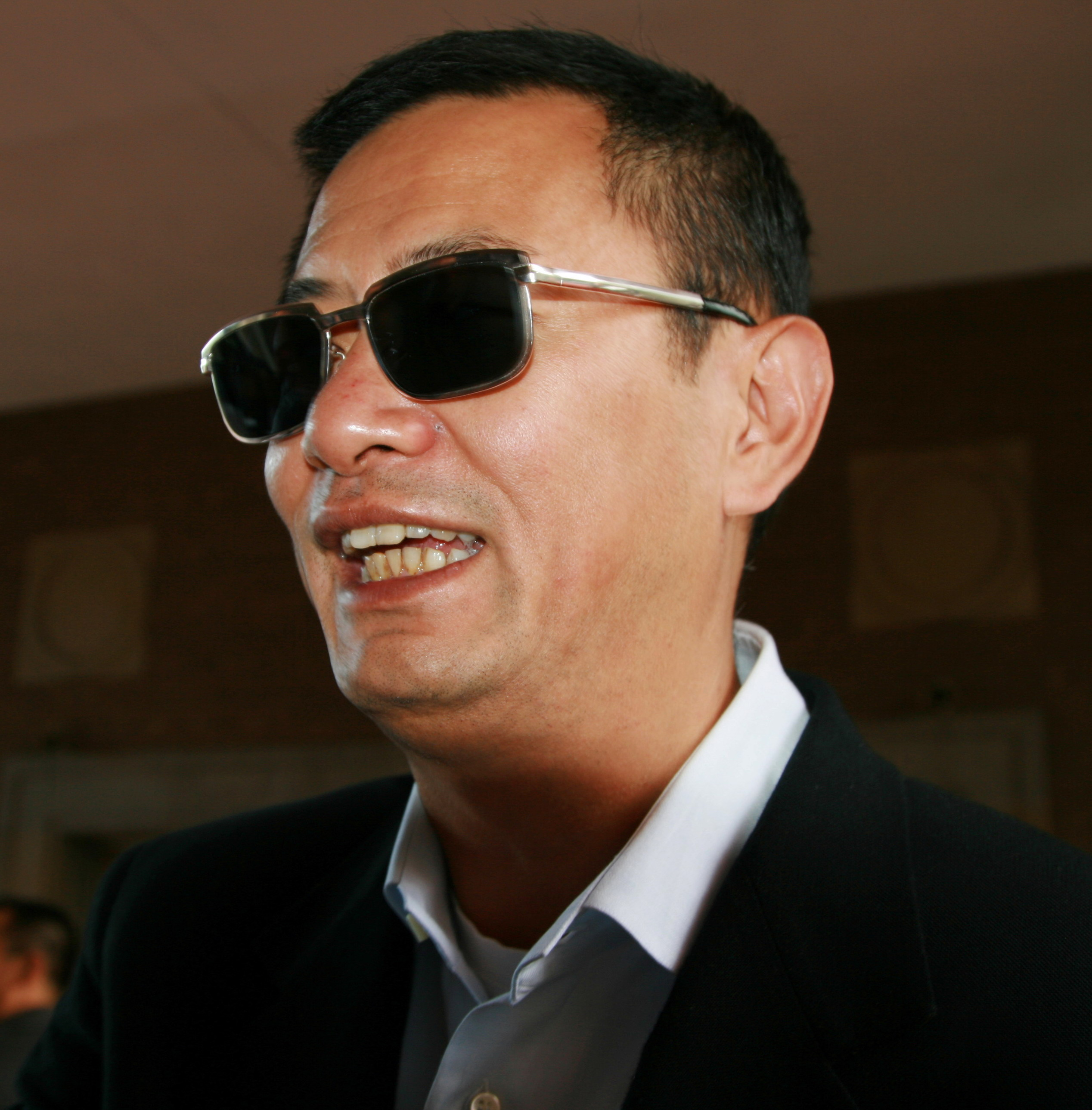
Jurypräsident Wong Kar-Wai

Als Jurypräsident der Berlinale 2013 wurde Ende August 2012 der Chinese Wong Kar-Wai präsentiert. Der in Shanghai und Hongkong aufgewachsene Regisseur debütierte Ende der 1980er-Jahre mit Arbeiten im Hongkonger Actionkino. Einem breiten internationalen Publikum wurde Wong erst durch sein Melodram In the Mood for Love bekannt, das auf den 53. Internationalen Filmfestspielen von Cannes im Jahr 2000 preisgekrönt wurde. Ein Jahr später konkurrierte er mit Hua yang de nian hua erfolglos im Kurzfilmwettbewerb der Berlinale. 2006 war Wong Jurypräsident in Cannes und zeichnete Ken Loachs Historiendrama The Wind That Shakes the Barley mit dem Hauptpreis aus.
Dem Jurypräsidenten standen bei der Vergabe der Preise sechs Jurymitglieder zur Seite, die bei der offiziellen Vorstellung des Programms am 28. Januar 2013 benannt worden waren:
- Susanne Bier, dänische Filmregisseurin
- Andreas Dresen, deutscher Filmregisseur (Großer Preis der Jury 2002 für Halbe Treppe, Einladung in den Wettbewerb 1999 für Nachtgestalten)
- Ellen Kuras, US-amerikanische Kamerafrau und Dokumentarfilmerin
- Shirin Neshat, iranische Videokünstlerin, Fotografin und Filmemacherin
- Tim Robbins, US-amerikanischer Schauspieler, Regisseur, Produzent und Autor (Einladung in den Berlinale-Wettbewerb 1996 für Dead Man Walking – Sein letzter Gang)
- Athina Rachel Tsangari, griechische Filmregisseurin und -produzentin

#### Filme

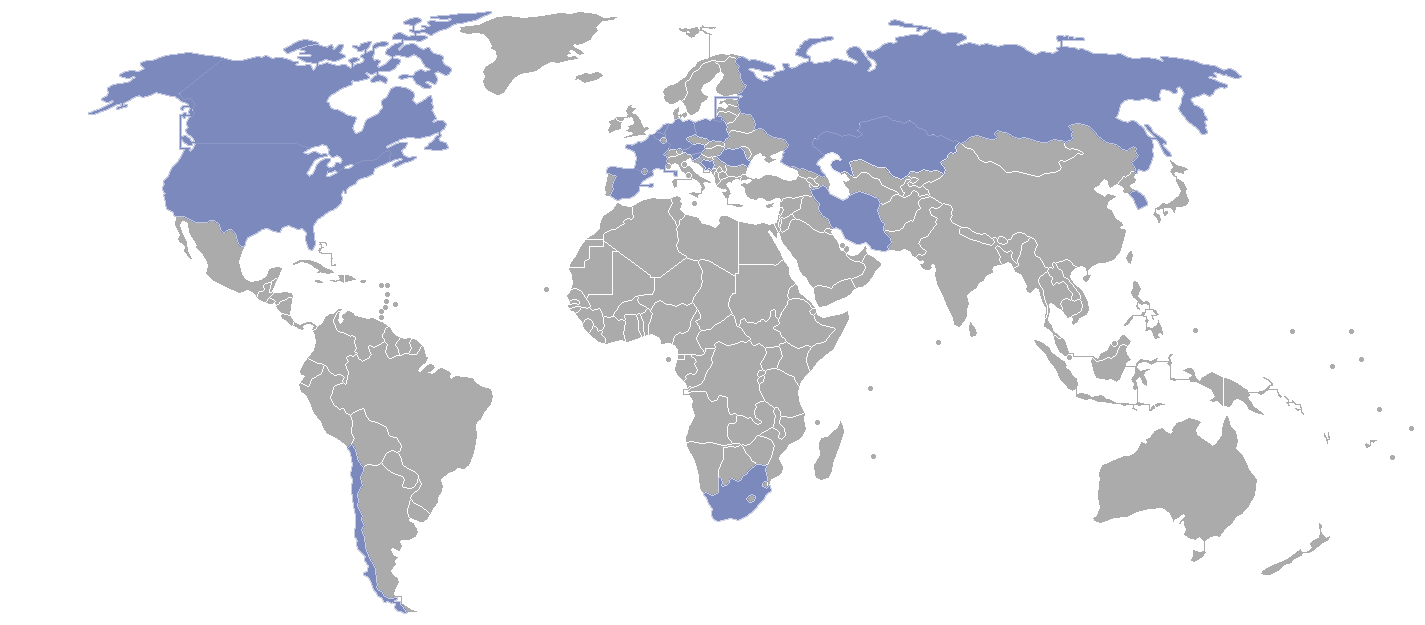
Länder, die im Wettbewerb um den Goldenen Bären für den besten Spielfilm vertreten sind (inkl. Koproduktionsländer)

In den Internationalen Wettbewerb wurden 24 Filme aus 22 Ländern eingeladen. Die eingeladenen Filme wurden zwischen Dezember 2012 und Januar 2013 bekannt gegeben. Von ihnen werden fünf Produktionen außer Konkurrenz gezeigt. Zugelassen für den Wettbewerb um den Goldenen Bären waren für Kinoauswertungen vorgesehene Spielfilme mit einer Laufzeit von mindestens 70 Minuten, die innerhalb der letzten 12 Monate vor Festivalbeginn fertiggestellt worden waren. Die eingereichten Beiträge durften vorab an keinem internationalen Festival teilgenommen haben, außerhalb ihres Ursprungslandes noch nicht kommerziell ausgewertet und nicht im Fernsehen noch Internet präsentiert werden. Bei deutschen Produktionen waren ausschließlich Uraufführungen vorgesehen.
Wie in den Vorjahren stammten die meisten konkurrierenden Regiearbeiten aus Europa (zehn – den Russen Boris Chlebnikow miteingerechnet), gefolgt von Nordamerika (vier), Asien (drei), Afrika und Südamerika (je einer). Filme aus Ozeanien blieben wie im Vorjahr unberücksichtigt. Keiner der eingeladenen Filmemacher hatte in der Vergangenheit den Hauptpreis der Berlinale gewinnen können. Die Regisseure von 15 Filmen erhielten ihre erste Einladung in den Wettbewerb um den Goldenen Bären. Vier Filmemacher konkurrierten zum wiederholten Mal um den Hauptpreis, darunter Jafar Panahi. Der iranische Regisseur hatte 2006 für Offside den Großen Preis der Jury erhalten. Ab 2009 sah sich der regimekritische und eigenen Angaben zufolge der Opposition zugehörige Panahi den Verfolgungen der Behörden seines Landes ausgesetzt. Er wurde mehrfach inhaftiert und im Dezember 2010 von einem iranischen Gericht wegen „Propaganda gegen das System“ zu sechs Jahren Gefängnis und einem zwanzigjährigen Berufsverbot verurteilt. Daraufhin fanden während der Berlinale 2011, bei der Panahi als Jurymitglied hatte fungieren sollen, sowie im Folgejahr Solidarisierungsaktionen für ihn statt. Ende 2012 wurde Panahi der Sacharow-Preis für geistige Freiheit des Europäischen Parlaments zugesprochen.
Aus dem deutschsprachigen Raum erhielten zwei Regisseure Einladungen in den Wettbewerb. Der Österreicher Ulrich Seidl schloss mit Paradies: Hoffnung seine Paradies-Filmtrilogie ab, deren vorangegangenen Teile Liebe und Glaube bereits in die Wettbewerbe von Cannes und Venedig eingeladen worden waren. Der einzige Beitrag eines deutschen Regisseurs war der Western Gold von Thomas Arslan. Der Film spielt im Jahr 1897 in Kanada und erzählt von einer Gruppe deutscher Einwanderer, die sich auf den Weg von New York zu den Goldfeldern im kanadischen Yukon-Territorium begeben.
Mit der Französin Emmanuelle Bercot, der in Südafrika geborenen Schwedin Pia Marais und der Polin Małgośka Szumowska erhielten drei Filmregisseurinnen Einladungen. Zwei Filmemacher (Fredrik Bond und Emir Baighasin) präsentieren ihre ersten Spielfilme.
| Filmtitel (Verweistitel)               | Regie                          | Land                                            | Darsteller (Auswahl)                                                                                  |
| -------------------------------------- | ------------------------------ | ----------------------------------------------- | --- |
| Aus dem Leben eines Schrottsammlers    | Danis Tanović                  | Bosnien und Herzegowina, Frankreich, Slowenien  | Senada Alimanović, Nazif Mujić, Sandra Mujić, Šemsa Mujić                                             |
| Camille Claudel 1915                   | Bruno Dumont                   | Frankreich                                      | Juliette Binoche, Jean-Luc Vincent                                                                    |
| Gloria                                 | Sebastián Lelio                | Chile, Spanien                                  | Paulina García, Sergio Hernández                                                                      |
| Gold                                   | Thomas Arslan                  | Deutschland                                     | Nina Hoss, Marko Mandić, Uwe Bohm, Lars Rudolph, Peter Kurth, Rosa Enskat, Wolfgang Packhäuser        |
| Haewon und die Männer                  | Hong Sang-soo                  | Südkorea                                        | Jung Eun-chae, Lee Sun-kyun                                                                           |
| Im Namen des ...                       | Małgośka Szumowska             | Polen                                           | Andrzej Chyra, Mateusz Kościukiewicz                                                                  |
| Lang lebe Charlie Countryman           | Fredrik Bond                   | Vereinigte Staaten                              | Shia LaBeouf, Evan Rachel Wood, Mads Mikkelsen, Til Schweiger, Rupert Grint, James Buckley            |
| Ein langes und glückliches Leben       | Boris Chlebnikow               | Russland                                        | Alexander Jazenko, Jewgeni Syty, Anna Kotowa                                                          |
| Layla Fourie                           | Pia Marais                     | Deutschland, Südafrika, Frankreich, Niederlande | Rayna Campbell, August Diehl, Rapule Hendricks                                                        |
| Lehrstunden der Harmonie               | Emir Baighasin                 | Kasachstan, Deutschland                         | Timur Aidarbekow, Aslan Anarbajew, Muchtar Andassow                                                   |
| Madame empfiehlt sich                  | Emmanuelle Bercot              | Frankreich                                      | Catherine Deneuve                                                                                     |
| Mutter & Sohn                          | Călin Peter Netzer             | Rumänien                                        | Luminița Gheorghiu, Bogdan Dumitrache, Florin Zamfirescu                                              |
| Die Nonne                              | Guillaume Nicloux              | Frankreich, Deutschland, Belgien                | Pauline Étienne, Isabelle Huppert, Louise Bourgoin, Martina Gedeck                                    |
| Paradies: Hoffnung                     | Ulrich Seidl                   | Österreich, Frankreich, Deutschland             | Melanie Lenz, Vivian Bartsch, Joseph Lorenz, Michael Thomas                                           |
| Pardé                                  | Jafar Panahi, Kambuzia Partovi | Iran                                            | Kambuzia Partovi, Maryam Moghadam, Jafar Panahi, Hadi Saeedi, Azadeh Torabi, Agha Olia, Zeynab Khanum |
| Prince Avalanche                       | David Gordon Green             | Vereinigte Staaten                              | Paul Rudd, Emile Hirsch                                                                               |
| Promised Land                          | Gus Van Sant                   | Vereinigte Staaten                              | Matt Damon, John Krasinski, Frances McDormand, Rosemarie DeWitt, Hal Holbrook                         |
| Side Effects – Tödliche Nebenwirkungen | Steven Soderbergh              | Vereinigte Staaten                              | Jude Law, Rooney Mara, Catherine Zeta-Jones, Channing Tatum                                           |
| Vic + Flo haben einen Bären gesehen    | Denis Côté                     | Kanada                                          | Pierrette Robitaille, Romane Bohringer, Marc-André Grondin                                            |

##### Außer Konkurrenz
Außer Konkurrenz werden innerhalb des Wettbewerbsprogramms folgende Filme zu sehen sein:
- Before Midnight – Regie: Richard Linklater (mit Ethan Hawke, Julie Delpy)
- The Croods – Regie: Kirk De Micc (Animationsfilm)
- Dark Blood – Regie: George Sluizer (mit River Phoenix, Judy Davis, Jonathan Pryce, Karen Black)
- The Grandmaster – Regie: Wong Kar-Wai (mit Tony Leung Chiu-wai, Zhang Ziyi, Chang Chen, Zhao Benshan)
- Nachtzug nach Lissabon – Regie: Bille August (mit Jeremy Irons, Mélanie Laurent, Jack Huston, Martina Gedeck, August Diehl, Christopher Lee, Charlotte Rampling)

### Berlinale Shorts
Im offiziellen Kurzfilmwettbewerb sind 27 Filme aus 20 Ländern vertreten, darunter 22 Weltpremieren. Zugelassen waren Spiel-, Dokumentar-, Experimental- und Animationsfilme bis zu einer maximalen Laufzeit von 30 Minuten (inkl. Abspann). Die Beiträge durften außerhalb ihres Ursprungslandes noch an keinem internationalen Filmfestival oder ähnlichen öffentlichen Veranstaltungen teilgenommen haben sowie nicht kommerziell ausgewertet werden. Wie im Internationalen Wettbewerb werden auch im Rahmen der Berlinale Shorts Goldene und Silberne Bären durch eine internationale Jury vergeben. Diese besteht 2013 aus dem spanischen Regisseur Javier Fesser, der südkoreanischen Kamerafrau und Festivalkuratorin Hong Hyosook sowie die deutsche Kuratorin Susanne Pfeffer. Darüber hinaus vergibt die Jury den DAAD-Kurzfilmpreis und die Nominierung für den Europäischen Kurzfilmpreis. Kuratorin des Programms war Maike Mia Höhne.
Beiträge des Kurzfilmwettbewerbs:
- A coup de couteau denté von Clément Decaudin (Frankreich, 12 min)
- Al Intithar von Mario Rizzi (Italien/Arabische Emirate, 30 min)
- About Ndugu von David Muñoz (Spanien, 15 min)
- Aşura von Köken Ergun (Türkei/Deutschland, 22 min)
- Ba Bi Lun Shao Nian von Zhou Yan (Volksrepublik China, 25 min)
- Beshivhey Hayom von Oren Adaf (Israel, 19 min)
- Between Regularity and Irregularity von Masahiro Tsutani (Japan, 8 min)
- die ruhe bleibt von Stefan Kriekhaus (Deutschland, 14 min)
- ECHO von Merlin Flügel (Deutschland, 5 min)
- Forst von Ulu Braun (Deutschland, 10 min)
- Hypozentrum von Xenia Lesniewski (Deutschland, 15 min)
- Ja kada sam bila klinac, bila sam klinka von Ivana Todorovic (Serbien, 30 min)
- Kwaku Ananse von Akosua Adoma Owusu (Ghana/Mexiko/Vereinigte Staaten, 26 min)
- La Fugue von Jean-Bernard Marlin (Frankreich, 22 min)
- Love Games von Joung Yumi (Südkorea, 15 min)
- Misterio von Chema García Ibarra (Spanien, 12 min)
- Primate Cinema: Apes as Family von Rachel Mayeri (Schottland/Vereinigte Staaten, 11 min)
- SANCTITY von Ahd (Frankreich, 37 min)
- Ta av mig von Victor Lindgren (Schweden, 15 min)
- Tabatô von João Viana (Portugal, 13 min)
- The Silent Passenger von Hirofumi Nakamoto (Japan, 14 min)
- Traumfrau von Oliver Schwarz (Schweiz, 20 min)
- Una Ciudad En Una Ciudad von cylixe (Deutschland, 18 min)
- Utan titel von Leontine Arvidsson (Schweden, 4 min)
- UZUSHIO -Seto Current- von Naoto Kawamoto (Japan, 10 min)
- Whaled Women von Ewa Einhorn und Jeuno Je Kim (Schweden, 9 min)
- 2011 12 30 von Leontine Arvidsson (Schweden, 3 min)

Außer Konkurrenz wird der 22-minütige Film Khutwa Khutwa (Step by Step) von Ossama Mohammed aus dem Jahr 1979 gezeigt.

### Berlinale Special
In der Sonderreihe im Haus der Berliner Festspiele, einschließlich der Berlinale Special Gala (im Friedrichstadt-Palast), werden sowohl Neuproduktionen als auch Wiederaufführungen von Filmklassikern präsentiert, unter anderem im Zusammenhang mit der Vergabe der Berlinale Kamera. Die vierteilige Dokumentation Berlin Ecke Bundesplatz von Hans-Georg Ullrich und Detlef Gumm wird im Bundesplatz-Kino gezeigt.
Die Auswahl traf Festivaldirektor Dieter Kosslick.
Berlinale Special Gala
- Das höchste Gebot (La migliore offerta)  – Regie: Giuseppe Tornatore (Italien)
- The Look of Love – Regie: Michael Winterbottom (Großbritannien)
- Les Misérables – Regie: Tom Hooper (Großbritannien)
- Tokyo Family (Tokyo Kazoku) – Regie: Yōji Yamada (Japan)

Berlinale Special
- Haiti: Tödliche Hilfe (Assistance mortelle) – Regie: Raoul Peck (Dokumentarfilm; Frankreich, Haiti, Vereinigte Staaten, Belgien)
- Berlin Ecke Bundesplatz – Bäckerei im Kiez – Regie: Hans-Georg Ullrich und Detlef Gumm (Deutschland)
- Berlin Ecke Bundesplatz – Feine Leute – Regie: Hans-Georg Ullrich und Detlef Gumm (Deutschland)
- Berlin Ecke Bundesplatz – Schornsteinfegerglück – Regie: Hans-Georg Ullrich und Detlef Gumm (Deutschland)
- Berlin Ecke Bundesplatz – Vater Mutter Kind – Regie: Hans-Georg Ullrich und Detlef Gumm (Deutschland)
- Gold – Du kannst mehr als Du denkst (Gold – You Can Do More Than You Think) – Regie: Michael Hammon (Dokumentarfilm, Deutschland)
- Mein Weg nach Olympia (My Way to Olympia) – Regie: Niko von Glasow (Dokumentarfilm; Deutschland)
- The Spirit of ’45 – Regie: Ken Loach (Dokumentarfilm; Großbritannien)
- Top of the Lake – Regie: Jane Campion (Fernsehserie; Australien, Neuseeland)
- Unter Menschen – Regie: Christian Rost und Claus Strigel (Dokumentarfilm; Deutschland)

### Panorama
Die Sektion Panorama wird seit 1986 veranstaltet und widmet sich dem deutschen und internationalen Film (vorzugsweise Arthouse-Kino und Autorenfilm). Zugelassen waren Spiel- und Dokumentarfilme ab 70 Minuten Laufzeit, die innerhalb von zwölf Monaten vor Festivalbeginn fertiggestellt wurden. Ausländische Produktionen durften bereits auf einem außereuropäischen Festival gezeigt, im Ursprungsland im Fernsehen ausgestrahlt oder über Video-on-Demand vertrieben sein. Europäischen Filmen (ausgenommen deutschen Produktionen) ist es erlaubt, im Ursprungsland, auf einem nationalen Festival veröffentlicht oder eine nationale Kinoauswertung erfahren zu haben. Sektionsleiter ist Wieland Speck.
Eröffnet wird die Sektion am 7. Februar mit dem georgischen Beitrag Chemi Sabnis Naketsi (A Fold in My Blanket) von Sasa Russadse. Als Vorfilme wurden der südkoreanische Film Jury von Kim Dong-ho und die kambodschanische Produktion Two Girls Against the Rain von Sao Sopheak ausgewählt.
Die DEFA-Stiftung hat für 2013 die Auslobung eines mit 5000 Euro dotierten Jurypreises angekündigt, mit dem ein deutscher Spiel-, Dokumentar- oder Essayfilm aus der Sektion Panorama ausgezeichnet werden soll. Der Preis wird nach dem deutschen Regisseur Heiner Carow benannt. Der Heiner-Carow-Preis 2013 ging an den Dokumentarfilm Naked Opera von Angela Christlieb (Luxemburg, Deutschland). Die Jury lobte die gelungene Kombination von Operneinspielungen und Interviewelementen. Im Rahmen der Preisverleihung kam es zu einer Sondervorführung von Carows Die Legende von Paul und Paula.
Spielfilme
- Ayer no termina nunca (Yesterday Never Ends) von Isabel Coixet (Spanien)
- Baek Ya (White Night) von Lee-Song Hee-il (Südkorea)
- The Broken Circle von Felix Van Groeningen (Belgien)
- Burn it up Djassa von Lonesome Solo (Elfenbeinküste, Frankreich)
- Chemi Sabnis Naketsi (A Fold in My Blanket) von Sasa Russadse (Georgien)
- Concussion – Leichte Erschütterung (Concussion) von Stacie Passon (Vereinigte Staaten)
- Dduit-dam-hwa: Gam-dok-i-mi-cheot-eo-yo (Behind the Camera) von E J-Yong (Südkorea)
- Deshora (Belated) von Barbara Sarasola-Day (Argentinien, Kolumbien, Norwegen)
- Don Jon von Joseph Gordon-Levitt (Vereinigte Staaten)
- Frances Ha von Noah Baumbach (Vereinigte Staaten)
- Habi, la extranjera (Habi, the Foreigner) von Maria Florencia Alvarez (Argentinien, Brasilien)
- Hayatboyu (Lifelong) von Asli Ozge (Türkei, Deutschland, Niederlande)
- Inch´Allah von Anaïs Barbeau-Lavalette (Kanada)
- Interior. Leather Bar. von Travis Mathews und James Franco
- Kai PO Che von Abhishek Kapoor (Indien)
- Kashi-ggot (Fatal) von Lee Don-ku (Südkorea)
- Lose Your Head von Stefan Westerwelle und Patrick Schuckmann (Deutschland)
- Lovelace von Rob Epstein und Jeffrey Friedman (Vereinigte Staaten)
- Maladies von Carter (Vereinigte Staaten)
- Meine Schwestern von Lars Kraume (Deutschland)
- Mes séances de lutte von Jacques Doillon (Frankreich)
- Oben ist es still (Boven is het stil) von Nanouk Leopold (Niederlande, Deutschland)
- La Piscina (The Swimming Pool) von Carlos Machado Quintela (Kuba, Venezuela)
- Die Poetin (Flores Raras) von Bruno Barreto (Brasilien)
- Rock the Casbah von Yariv Horowitz (Israel)
- Soğuk (Cold) von Uğur Yücel (Türkei)
- Something in the Way von Teddy Soeriaatmadja (Indonesien)
- Tanta Agua (So Much Water) von Ana Guevara Pose und Leticia Jorge Romero (Uruguay, Mexiko, Niederlande, Deutschland)
- Upstream Color von Shane Carruth (Vereinigte Staaten)
- Will You Still Love Me Tomorrow? von Arvin Chen (Taiwan)
- Workers von José Luis Valle (Mexiko, Deutschland)
- Youth von Tom Shoval (Israel, Deutschland)

Dokumentarfilme
- A World Not Ours von Mahdi Fleifel (Libanon, Großbritannien, Dänemark)
- The Act of Killing von Joshua Oppenheimer (Dänemark, Norwegen, Großbritannien)
- Art/Violence von Udi Aloni, Batoul Taleb und Mariam Abu Khaled
- Bambi von Sébastien Lifshitz (Frankreich)
- Belleville Baby von Mia Engberg (Schweden)
- Born This Way von Shaun Kadlec und Deb Tullmann (Vereinigte Staaten)
- Exposed von Beth B (Vereinigte Staaten)
- Fifi az khoshhali zooze mikeshad (Fifi Howls from Happiness) von Mitra Farahani (Vereinigte Staaten)
- Gut Renovation von Su Friedrich (Vereinigte Staaten)
- La maison de la radio von Nicolas Philibert (Frankreich, Japan)
- Naked Opera von Angela Christlieb (Luxemburg, Deutschland)
- Narco Cultura von Shaul Schwarz (Vereinigte Staaten)
- Out in Ost-Berlin – Lesben und Schwule in der DDR von Jochen Hick und Andreas Strohfeldt (Deutschland)
- Parade von Olivier Meyrou (Frankreich, Vereinigte Staaten)
- Paul Bowles: The Cage Door is Always Open von Daniel Young (Schweiz)
- Roland Klick – The Heart Is a Hungry Hunter von Sandra Prechtel (Deutschland)
- Salma von Kim Longinotto (Großbritannien)
- Sing Me the Songs That Say I Love You - A Concert for Kate McGarrigle von Lian Lunson (Vereinigte Staaten)
- State 194 von Dan Setton (Vereinigte Staaten, Israel)
- TPB AFK: The Pirate Bay Away From Keyboard von Simon Klose (Schweden, Dänemark, Norwegen)

### Forum
Das Internationale Forum des Jungen Films (kurz: Forum) findet seit 1971 statt und bezeichnet sich selbst als „risikofreudigste Sektion“ der Berlinale. Präsentiert werden Dokumentar- und Spielfilme, darunter Avantgarde-, Experimental- und Essayfilme, Langzeitbeobachtungen und politische Reportagen. Zugelassen waren Filme ab einer Laufzeit von 60 Minuten. Ausländische Produktionen durften auf einem außereuropäischen Festival gezeigt, im Ursprungsland im Fernsehen ausgestrahlt oder über Video-on-Demand vertrieben worden sein. Europäischen Filmen (ausgenommen deutschen Produktionen) war es erlaubt, im Ursprungsland auf einem nationalen Festival veröffentlicht worden zu sein oder eine nationale Kinoauswertung erfahren zu haben. Sektionsleiter ist Christoph Terhechte.
Die 43. Auflage des Forums zeigt 41 Filme im Hauptprogramm, darunter 22 Welt- und zehn internationale Premieren. Parallel existiert seit 2006 das Forum Expanded, das an verschiedenen Orten in Berlin Film- und Video-Installationen präsentiert. Für 2013 sind 42 Europa- und Weltpremieren vorgesehen.
- Die 727 Tage ohne Karamo von Anja Salomonowitz (Österreich)
- A Single Shot von David M. Rosenthal (Vereinigte Staaten, Vereinigtes Königreich, Kanada)
- Al-khoroug lel-nahar (Coming Forth by Day) von Hala Lotfy (Ägypten)
- A batalha de Tabatô (The Battle of Tabatô) von João Viana (Guinea-Bissau, Portugal)
- Computer Chess von Andrew Bujalski (Vereinigte Staaten)
- Echolot von Athanasios Karanikolas (Deutschland)
- Elelwani von Ntshavheni Wa Luruli (Südafrika)
- Fahtum pandinsoong (Boundary) von Nontawat Numbenchapol (Thailand, Kambodscha)
- Fynbos von Harry Patramanis (Südafrika, Griechenland)
- Grzeli nateli dgeebi (In Bloom) von Nana Ekvtimishvili und Simon Groß (Georgien, Deutschland)
- Halbschatten von Nicolas Wackerbarth (Deutschland, Frankreich)
- Hélio Oiticica von Cesar Oiticia Filho (Brasilien)
- I aionia epistrofi tou Antoni Paraskeva (The Eternal Return of Antonis Paraskevas) von Elina Psykou (Griechenland)
- I kóri (The Daughter) von Thanos Anastopoulos (Griechenland, Italien)
- I Used to Be Darker von Matthew Porterfield (Vereinigte Staaten)
- Je ne suis pas mort (I’m Not Dead) von Mehdi Ben Attia (Frankreich)
- Krugovi (Circles) von Srđan Golubović (Serbien, Deutschland)
- Kujira no machi (The Town of Whales) von Keiko Tsuruoka (Japan)
- Lamma shoftak (When I Saw You) von Annemarie Jacir (Palästinensische Gebiete, Jordanien)
- Matar extraños (Killing Strangers) von Jacob Secher Schulsinger und Nicolás Pereda (Mexiko, Dänemark)
- Materia oscura (Dark Matter) von Massimo D’Anolfi und Martina Parenti (Italien)
- Das merkwürdige Kätzchen von Ramon Zürcher (Deutschland)
- Le météore (The Meteor) von François Delisle (Kanada)
- Mo sheng (Forgetting to Know You) von Quan Ling (Volksrepublik China)
- … Moddhikhane Char (Char … The No Man’s Island) von Sourav Sarangi (Indien)
- Obrana i zaštita (A Stranger) von Bobo Jelčić (Kroatien, Bosnien-Herzegowina)
- La Paz von Santiago Loza (Argentinien)
- La plaga (The Plague) von Neus Ballús (Spanien)
- Powerless von Fahad Mustafa und Deepti Kakkar (Indien)
- Sakura namiki no mankai no shita ni (Cold Bloom) von Atsushi Funahashi (Japan)
- Senzo ni naru (Roots) von Kaoru Ikeya (Japan)
- Shirley – Visionen der Realität von Gustav Deutsch (Österreich)
- Sieniawka von Marcin Malaszczak (Deutschland, Polen)
- Stemple Pass von James Benning (Vereinigte Staaten)
- Sto lyko (To the Wolf) von Christina Koutsospyrou und Aran Hughes (Griechenland, Frankreich)
- Terra de Ninguém (No Man’s Land) von Salomé Lamas (Portugal)
- Tian mi mi (Together) von Hsu Chao-jen (Taiwan)
- Vaters Garten – Die Liebe meiner Eltern von Peter Liechti (Schweiz)
- Viola von Matías Piñeiro (Argentinien)
- The Weight of Elephants von Daniel Joseph Borgman (Neuseeland, Dänemark)
- Za Marksa … (For Marx …) von Swetlana Baskowa (Russland)

### Perspektive Deutsches Kino
Die auf Anregung von Dieter Kosslick 2002 entstandene Sektion Perspektive Deutsches Kino präsentiert sowohl kurze als auch lange Spiel- und Dokumentarfilme von deutschen Filmemachern mit einer Mindestlänge von 20 min. (Kurz-, Industrie-, Lehr- oder Werbefilme sind ausgeschlossen). Sie richtet sich an talentierte Regisseure, die am Beginn ihrer Laufbahn stehen. Eine vorherige Teilnahme der Beiträge an einem Filmfestival war kein Ausschlusskriterium. Sektionsleiterin ist Linda Söffker.
Im Rahmen der Sektion wird der Preis DFJW Dialogue en perspective vom Deutsch-Französischen Jugendwerk unter Juryvorsitz der deutsch-französisch-iranischen Regisseurin Emily Atef vergeben. Der vom Uhrenhersteller Glashütte Original gestiftete und mit 15.000 Euro dotierte Förderpreis Perspektive geht an einen Regisseur und unterstützt die Drehbuchentwicklung eines neuen Projekts.
Bereits bekannt gegebene Beiträge:
- Chiralia von Santiago Gil
- DeAD von Sven Halfar
- Die mit dem Bauch tanzen (Dancing with Bellies) von Carolin Genreith (Dokumentarfilm)
- Einzelkämpfer (I Will Not Lose) von Sandra Kaudelka (Dokumentarfilm)
- Endzeit (End of Time) von Sebastian Fritzsch
- Freier Fall (Free Fall) von Stephan Lacant – Eröffnungsfilm
- Kalifornia von Laura Mahlberg
- Metamorphosen von Sebastian Mez (Dokumentarfilm)
- Silvi von Nico Sommer
- Die Wiedergänger (The Revenants) von Andreas Bolm
- Zwei Mütter (Two Mothers) von Anne Zohra Berrached

### Generation
Diese Berlinale-Sektion (Bis 2006 Kinderfilmfest) zeigt seit 1978 für Kinder und Jugendliche geeignete internationale Filmproduktionen. Zugelassen sind Langfilme mit einer Laufzeit von mindestens 60 Minuten und Kurzfilme mit höchstens 30 Minuten Lauflänge. Ausländische Produktionen dürfen vorab auf einem außereuropäischen Festival gezeigt, im Ursprungsland im Fernsehen ausgestrahlt oder über Video-on-Demand vertrieben werden. Europäischen Filmen (ausgenommen deutschen Produktionen) ist es vorab erlaubt, im Ursprungsland, auf einem nationalen Festival bzw. expliziten Kinder- bzw. Jugendfilmfestival veröffentlicht oder eine nationale Kinoauswertung erfahren zu haben. Sektionsleiterin ist Maryanne Redpath, die die Auswahl 2013 aus 60 Kurz- und Langfilmen aus 36 Ländern wie folgt umschrieb: „Strukturen bröckeln, sei es die Institution der Familie oder ein ganzer Staat, doch die Sehnsucht nach Gemeinschaft bleibt und motiviert junge Menschen, sich mit ihrer Umwelt auseinanderzusetzen“.
Als Auszeichnung wird je ein Gläserner Bär von einer Kinder- (elf Berliner Kinder im Alter von 11 bis 14 Jahren) und Jugendjury (sieben Jugendliche) für den Besten Film bzw. Besten Kurzfilm vergeben. Separat existiert eine internationale Generation-Kplus-Jury, die vom Deutschen Kinderhilfswerk gestiftete Geldpreise von insgesamt 10.000 Euro für den besten Lang- und Kurzfilm vergibt. Dieser gehören die peruanische Regisseurin Rosario Gárcia-Montero (Einladung 2011 für Las Malas Intenciones), der polnische Produzent und Geschäftsführer von New Europe Film Sales Jan Naszewski und die deutsche Drehbuch- und Kinderbuchautorin Katharina Reschke an. Zur zehnten Auflage von Generation 14plus wurde erstmals eine weitere internationale Jury berufen, die ebenfalls einen Großen Preis für den besten Langfilm (7500 Euro Preisgeld) und einen Spezialpreis für den besten Kurzfilm (2500 Euro) vergibt. Gestiftet wurden die neuen Preise von der Bundeszentrale für politische Bildung. Der Jury gehören der spanische Festivaldirektor Xavier García Puerto, die US-amerikanische Regisseurin Lucy Mulloy (Einladung 2012 für Una Noche – Eine Nacht in Havanna) sowie der aus Alaska stammende Filmemacher Andrew Okpeaha MacLean (Gläserner Bär 2011 für On the Ice) an.
Generation Kplus – Spielfilme
- AninA von Alfredo Soderguit (Uruguay, Kolumbien)
- Cita – Citaku Setinggi Tanah (Stepping on the Flying Grass) von Eugene Panji (Indonesien)
- Don’t Expect Praises von Yang Jin (Volksrepublik China, Südkorea)
- Eskil & Trinidad von Stephan Apelgren (Schweden)
- La Eterna Noche de las Doce Lunas (The Eternal Night of Twelve Moons) von Priscila Padilla Farfan (Kolumbien)
- Kopfüber von Bernd Sahling (Deutschland)
- Mammu, es Tevi mīlu (Mother, I Love You) von Jānis Nords (Lettland)
- Marussia von Eva Pervolovici (Frankreich, Russland)
- Nono, Het Zigzag Kind (The Zigzag Kid) von Vincent Bal (Niederlande, Belgien) – Eröffnungsfilm
- The Rocket von Kim Mordaunt (Australien)
- Satellite Boy von Catriona McKenzie (Australien)
- Twa Timoun (Three Kids) von Jonas d’Adesky (Belgien)

Generation 14plus – Spielfilme
- Baby Blues von Kasia Rosłaniec (Polen)
- Capturing Dad von Ryota Nakano (Japan)
- The Cold Lands von Tom Gilroy (Vereinigte Staaten)
- Hide Your Smiling Faces von Daniel Patrick Carbone (Vereinigte Staaten)
- Jîn von Reha Erdem (Türkei) – Eröffnungsfilm
- Pluto von Shin Su-won (Südkorea)
- Princesas Rojas (Red Princesses) von Laura Astorga Carrera (Costa Rica, Venezuela)
- Shopping von Louis Sutherland und Mark Albiston (Neuseeland)
- Tang Wong von Kongdej Jaturanrasmee (Thailand)
- Touch of the Light von Chang Jung-Chi (Taiwan, Hongkong, China)
- Tough Bond von Austin Peck und Anneliese Vandenberg (Vereinigte Staaten)
- Um Fim do Mundo (The End of the World) von Pedro Pinho (Portugal)

### Retrospektive, Berlinale Classics und Hommage

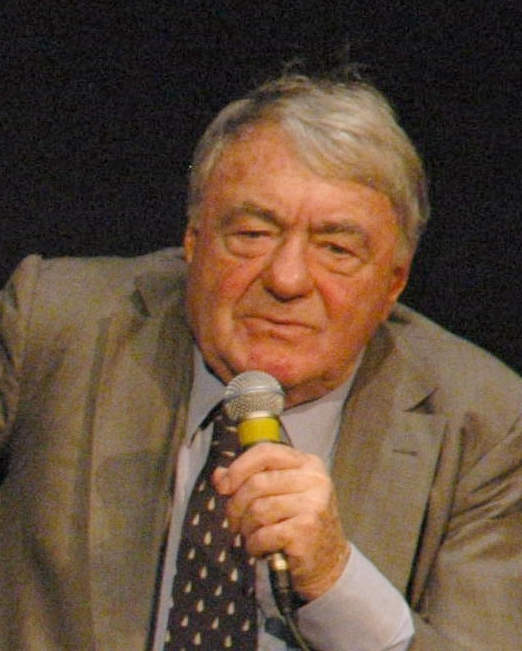
Claude Lanzmann, Preisträger des Goldenen Ehrenbären für sein Lebenswerk

Seit 1977 werden in Zusammenarbeit mit der Deutschen Kinemathek filmhistorische Retrospektiven auf der Berlinale veranstaltet. 2013 werden unter dem Titel The Weimar Touch 33 Filme gezeigt, die die Einflüsse des Weimarer Kinos auf das internationale Filmschaffen nach 1933 bis in die 1950er-Jahre dokumentieren. 2013 wird die Retrospektive und die Berlinale Classics erweitert – aktuelle Restaurierungen von Filmklassikern bzw. wiederentdeckten Filmen (Bei Anruf Mord, Cabaret, Die Faust im Nacken, Die Reise nach Tokyo und Der Student von Prag).
Eine Werkschau („Hommage“) widmete sich dem Schaffen dem französischen Filmemachers Claude Lanzmann, der 2013 mit dem Goldenen Ehrenbären für sein Lebenswerk ausgezeichnet wird.

### Weitere Veranstaltungen
Neben der Wettbewerbsjury gibt es eine internationale Jury, die sektionsübergreifend den besten Erstlingsfilm (Wettbewerb, Panorama, Forum, Generation oder Perspektive Deutsches Kino) auszeichnet. Mitglieder sind der in den Vereinigten Staaten lebende israelische Filmemacher Oren Moverman (2009 Silberner Bär für The Messenger – Die letzte Nachricht), der neuseeländische Schauspieler und Regisseur Taika Waititi und die britische Dokumentarfilmerin Lucy Walker.
Mit NATIVe – A Journey into Indigenous Cinema nimmt sich ab 2013 eine Sonderreihe mit Spiel-, Dokumentar- und Kurzfilmen den filmischen Erzählungen indigener Völker auf der ganzen Welt an. Die Auswahl trifft von Experten beraten Maryanne Redpath, Sektionsleiterin der Kinder- und Jugendfilmsparte Generation. Der regionale Fokus liegt im ersten Jahr auf Australien, Neuseeland bzw. Ozeanien, Kanada und den Vereinigten Staaten. Insgesamt werden 12 Lang- und 12 Kurzfilme gezeigt.
Parallel zum Filmfestival findet vom 7. bis 15. Februar der European Film Market (EFM) im Martin-Gropius-Bau und im Marriott Hotel am Potsdamer Platz statt. Der EFM stellt das erste große Branchentreffen der internationalen Filmindustrie zu Jahresbeginn dar, auf dem Filmrechte gekauft und veräußert werden.
Der Berlinale Talent Campus lädt unter dem Motto Some Like It Hot – Filmmakers as Entertainers vom 9. bis 14. Februar 300 internationale Nachwuchsfilmemacher ins Hebbel am Ufer ein. Ausgewählte Filmemacher erhalten erstmals die Möglichkeit, Ideen, Filme und Projekte öffentlich internationalen Festivalbesuchern und Branchenvertretern vorzustellen. Diese neue Campus-Initiative soll am 13. Februar im Abgeordnetenhaus von Berlin stattfinden.
Mit der Sektion Forum Expanded werden im Rahmen der Berlinale Filmprogramme, Ausstellungen und Diskussionsveranstaltungen präsentiert. Geleitet von Stefanie Schulte Strathaus wird unter anderem Isabella Rossellinis Mammas präsentiert, eine Fortsetzung ihrer Kurzfilmreihe Green Porno sowie Richard Foreman mit dem Film Once Every Day. Ein Schwerpunkt wird auf dem Werk des brasilianischen Künstlers Hélio Oiticica (1937–1980) liegen.
Die European Film Promotion präsentiert sieben weibliche und drei männliche Jungschauspieler aus Europa als Shooting Stars. Unter den ausgezeichneten sind der Däne Mikkel Boe Følsgaard, Gewinner des letztjährigen Silbernen Bären, die Deutsche Saskia Rosendahl und die Schweizerin Carla Juri.

## Preisträger
Internationaler Wettbewerb

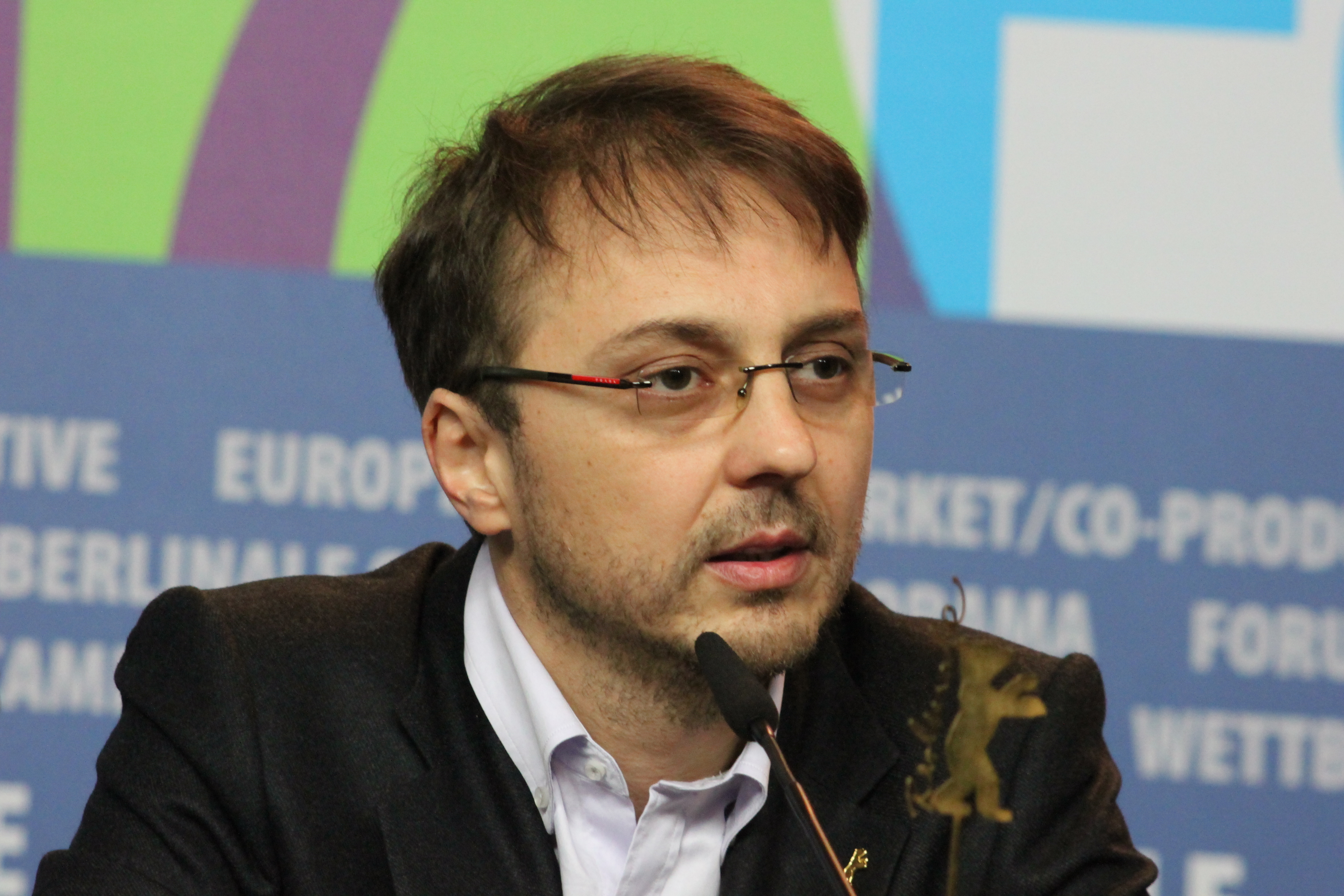
Călin Peter Netzer, Regisseur des Films Mutter & Sohn

- Goldener Bär: Mutter & Sohn von Călin Peter Netzer
- Silberner Bär – Großer Preis der Jury: Aus dem Leben eines Schrottsammlers von Danis Tanović
- Silberner Bär – Beste Regie: David Gordon Green (Prince Avalanche)
- Silberner Bär – Beste Darstellerin: Paulina García Gloria
- Silberner Bär – Bester Darsteller: Nazif Mujić Aus dem Leben eines Schrottsammlers
- Silberner Bär – Herausragende künstlerische Leistung: Asis Schambakijew (Kameraarbeit in Lehrstunden der Harmonie)
- Silberner Bär – Bestes Drehbuch: Jafar Panahi und Kambuzia Partovi (Pardé)
- Alfred-Bauer-Preis: Vic + Flo haben einen Bären gesehen von Denis Côté
- Lobende Erwähnungen: Layla Fourie von Pia Marais und Promised Land von Gus Van Sant

Erstlingsfilm
- Bester Erstlingsfilm: The Rocket von Kim Mordaunt
- Lobende Erwähnung: A batalha de Tabatô von João Viana

Kurzfilmwettbewerb
- Goldener Bär: La Fugue von Jean-Bernard Marlin
- Silberner Bär – Preis der Jury: die ruhe bleibt von Stefan Kriekhaus

Ehrenpreise
- Goldener Ehrenbär: Claude Lanzmann
- Berlinale Kamera: Isabella Rossellini, Rosa von Praunheim und Richard Linklater